# Малунг (тауншип, Миннесота)
Малунг (англ. Malung) — тауншип в округе Розо, Миннесота, США. На 2000 год его население составило 427 человек.

## География
По данным Бюро переписи населения США площадь тауншипа составляет 92,8 км², из которых 92,8 км² занимает суша, водоёмов нет.

## Демография
По данным переписи населения 2000 года здесь находились 427 человек, 153 домохозяйства и 128 семей.  Плотность населения —  4,6 чел./км².  На территории тауншипа расположено 162 постройки со средней плотностью 1,7 построек на один квадратный километр. Расовый состав населения: 96,49 % белых, 0,23 % коренных американцев, 1,87 % азиатов, 0,23 % c Тихоокеанских островов, 0,23 % — других рас США и 0,94 % приходится на две или более других рас. Испанцы или латиноамериканцы любой расы составляли 0,23 % от популяции тауншипа.
Из 153 домохозяйств в 41,2 % воспитывались дети до 18 лет, в 75,8 % проживали супружеские пары, в 5,9 % проживали незамужние женщины и в 16,3 % домохозяйств проживали несемейные люди. 14,4 % домохозяйств состояли из одного человека, при том 6,5 % из — одиноких пожилых людей старше 65 лет. Средний размер домохозяйства — 2,79, а семьи — 3,06 человека.
30,0 % населения — младше 18 лет, 6,3 % — в возрасте от 18 до 24 лет, 31,4 % — от 25 до 44, 22,5 % — от 45 до 64, и 9,8 % — старше 65 лет. Средний возраст — 36 лет. На каждые 100 женщин приходилось 105,3 мужчин.  На каждые 100 женщин старше 18 приходилось 106,2 мужчин.
Средний годовой доход домохозяйства составлял 49 250 долларов, а средний годовой доход семьи —  56 964 доллара. Средний доход мужчин —  35 521  доллар, в то время как у женщин — 28 611. Доход на душу населения составил 18 787 долларов. За чертой бедности находились 2,2 % семей и 5,0 % всего населения тауншипа, из которых 6,3 % младше 18 и 13,6 % старше 65 лет.